# Aristide Jobert
Pour les articles homonymes, voir Jobert.
Aristide Jobert est un homme politique français né le 23 mars 1869 à Paroy-en-Othe (Yonne) et mort le 20 avril 1942 à Issy-les-Moulineaux (Hauts-de-Seine).

## Biographie
Employé du gaz à Ivry-sur-Seine, militant socialiste, il est député de l'Yonne de 1914 à 1919, inscrit au groupe socialiste. C'est un parlementaire très actif, qui intervient sur de nombreux sujets. Exclu du Parti socialiste unifié, il ne retrouve plus de mandat après 1919.

## Sources
- « Aristide Jobert », dans le Dictionnaire des parlementaires français (1889-1940), sous la direction de Jean Jolly, PUF, 1960 [détail de l’édition]